# John's Children
John's Children, tidigare The Silence var en psykedelisk modsgrupp från Leatherhead, England. Gruppen noteras oftast för att Marc Bolan spelade gitarr i gruppen i några månader 1967. Framtida Radio Stars och Jet-medlemmen Andy Ellison var också sångare i gruppen. Gruppens manager var Simon Napier-Bell, som även var manager åt till exempel The Yardbirds. På 1960-talet var gruppen omtalad för deras vilda scenshower. Gruppen blev senare en stor influens på punken, och har nått en kultstatus i efterhand.

## Medlemmar
- Andy Ellison: sång (född 1946)
- Geoff McLelland: gitarr (född 1947)
- Marc Bolan: gitarr (ersatte McLelland 1967)
- John Hewlett: basgitarr (född 1948)
- Chris Townson: trummor (född 1947, död 2008)
- Chris Colville: trummor (bara på liveframträdanden)

## Diskografi

### Singlar
- "Smashed! Blocked!"/"Strange Affair" 1966
- "Just What You Want - Just What You'll Get"/"But She's Mine" 1967
- "Desdemona"/"Remember Thomas A. Beckett" 1967
- "A Midsummer's Night Scene"/"Sarah Crazy Child" 1967
- "Come And Play With Me In The Garden"/"Sarah Crazy Child" 1967
- "Go-Go Girl"/"Jagged Time Lapse" 1967
- "It's Been A Long Time"/"Arthur Green" 1967

### Album
- "Orgasm" 1970